# Секст Квинтилий Валерий Максим (легат)
Секст Квинтилий Валерий Максим (на латински: Sextus Quintilius Valerius Maximus) е военачалник на Римската империя от патрицианския род Квинтилии. Той служи като легат на Ахая.
В Александрия Троас близо до Троя в Мала Азия на Секст Квинтилий се раждат два сина Секст Квинтилий Валерий Максим и Секст Квинтилий Кондиан, които построяват извън Рим през 150 г. Вилата на Квинтилиите, през 151 г. са заедно консули и през 182 г. са убити заедно с внук му Секст Квинтилий Кондиан (консул 180 г.) от император Комод, който си присвоява тяхната вила и я прави на своя резиденция.